# Javier Guarino
Javier María Guarino Moscatelli (Salto, 16 aprile 1986) è un ex calciatore uruguaiano, di ruolo attaccante.